# Minarete de Gobarau
El minarete de Gobarau (var. Gobirau, Goborau) es un alminar de 50 pies (15,2 m) ubicado en el centro de la ciudad de Katsina, al norte de Nigeria. Como ejemplo temprano de la arquitectura musulmana en una ciudad conocida como centro teológico, la torre se ha convertido en un símbolo de Katsina.

## Historia
Gobarau es uno de los edificios más grandes de África occidental, y se cree que su construcción se completó durante el reinado de Sarkin Katsina (rey) Muhammadu Korau (1398-1408 d. C.), el primer regente musulmán de Katsina. Otras fuentes datan la estructura de los siglos XVI al XVIII, con una importante reconstrucción a principios del siglo XX.
Construida originalmente como la mezquita central de la ciudad de Katsina, más tarde se utilizó también como escuela. A principios del siglo XVI, Katsina se había convertido en un centro comercial y académico muy importante, y la mezquita de Gobarau se había convertido en una famosa institución de educación islámica superior. Continuó siendo la mezquita central de Katsina hasta principios del siglo XIX d. C. cuando Sarkin Katsina Ummarun Dallaji (1805-1835) construyó una nueva mezquita, posteriormente demolida por Muhammadu Dikko (1906-1944), quien construyó el famoso Masallacin Dutsi, aún en uso.
La mezquita y su torre fueron renovadas por Sarkin Katsina Muhammadu Kabir Usman (1981-2008).